# Helena Fromm
Helena Fromm, née le 5 août 1987 à Oeventrop-Arnsberg, (Allemagne), est une taekwondoïste allemande.

## Palmarès

### Jeux olympiques
- 9e aux Jeux olympiques 2008 à Pékin, (Chine)
- Médaille de bronze des -67 kg aux Jeux olympiques 2012 à Londres, (Royaume-Uni)

### Championnats du monde
- Médaille de bronze des -67 kg du Championnat du monde 2007 à Pékin, (Chine)
- Médaille de bronze des -67 kg du Championnat du monde 2011 à Gyeongju, (Corée du Sud)

### Championnats d'Europe
- Médaille d'argent des -67 kg du Championnat d'Europe 2006  à Bonn, (Allemagne)
- Médaille d'or des -67 kg du Championnat d'Europe 2008  à Rome, (Italie)
- Médaille de bronze des -67 kg du Championnat d'Europe 2010  à Saint-Pétersbourg, (Russie)